# جورجین دارسی

راجر پری و جورجین دارسی در تلویزیون هریگان و پسر (۱۹۶۰)

جورجین دارسی (زاده ۱۴ اکتبر ۱۹۳۰- درگذشته ۱۸ ژوئیه ۲۰۰۴) رقاص و بازیگر آمریکایی بود که بیشتر برای نقش آفرینی در نقش "خانم تنه" در فیلم " پنجره عقب " آلفرد هیچکاک در سال ۱۹۵۴ نام برده شد. دارسی همچنین نقشی مرتب در سریال کمدی هریگان و پسر ازسال ۱۹۶۰ تا سال ۱۹۶۱ داشت.

## اوایل زندگی
جورجین در ایالت نیویورک، از پدری بنام جورج ورگر و از مادری بنام اولین اویلر ورگر متولد شد. او یک برادر بزرگتر داشت. پدرش کارگر یک کارخانه شیشه بود که قبل از سال ۱۹۴۰ درگذشت.

## حرفه
مادر جورجین از او درخواست نمود که وارد حرفه رقص در رقصنده برهنه شود تا «سریع پول بسازد». او باله خواند و با باله شهر نیویورک رقص کرد، و جورجین یک مدل بود. در سن ۱۶ سالگی، او خانه را ترک نمود و با اتوبوس به کالیفرنیا مهاجرت کرد.
در سال ۱۹۵۴، او برای نقش آفرینی در پنجره عقب منتخب شد. جورجین حتی هیچکاک را نمی‌شناخت و خودش را هنرمند نمی‌دانست. هیچکاک او را طبق عکسی تبلیغاتی منتخب نمود که در آن یک پلنگ مشکی و بوآ پر سبز بر تنش کرده بود. در پنجره عقب، او نقش یکی از همسایه‌های قهرمان داستان ال بی جفریز (جیمی استوارت) را نقش آفرینی نمود، یک عکاس با صندلی چرخدار که وقت را با زیرکی از مستجرهای دیگر محله خود طی نمود. شخصیت بی اسم او که «خانم تنه» نام گرفت، حرکت‌های رقص خود را در یک تاپ کوتاه و یک جفت شورت صورتی رنگ با کمربند ۲۱ متری، توسط طراح لباس، ادیت هد، تمرین نمود. او هیچ خطی در فیلم نداشت تا اینکه در انتها به استنلی که از خدمت سربازی بازگشته سلام می‌نماید.
در زمان فیلمبرداری، هیچکاک از او سؤال پرسید که چه گونه ای در سبک پاپ علاقه‌مند است و از چه گونه پایی متنفر می‌باشد. وی به او این گونه گفت که از پای کدو تنبل فراری و بیزار می‌باشد. وقتی که هنگام فیلمبرداری از کنش شخصیت او به یافتن یک سگ خفه گردیده رسید، او به او پای کدو تنبلی تحویل داد که با «جوک‌های کاکنی خام» سرو می‌گردید تا کاری نامناسب را به دنبال داشته باشد. در پایان روز فیلمبرداری، هیچکاک و بعضی از هنرمندان کیکی به اشکال هیکل نفسانی خودش به او هدیه دادند.